# William Lukin
William Lukin Windham (né le 20 septembre 1768 à Felbrigg et mort le 12 janvier 1833 à Felbrigg Hall), est un amiral britannique, vice admiral of the blue.

## Biographie
William Lukin, puis Lukin Windham, sert comme officier dans la marine britannique, en particulier lors des guerres entre la France et la Grande-Bretagne, de 1803 à 1814. Il quitte alors la Royal Navy, avec le grade de vice-amiral of the blue.
Ayant hérité de son oncle William Windham, mort sans postérité en 1810, le domaine et le château de Felbrigg Hall, dans le Norfolk, il prend les armoiries et le nom de Windham, sous lequel il est désormais connu. Il fait agrandir Felbrigg Hall et y termine son existence.

### Mariage et descendance
En 1801, il épouse Anne Thellusson (1774-1849), fille de Peter Thellusson, riche banquier londonien (1735-1797), et de Anne Woodford. Elle est la petite-fille du banquier franco-genevois Isaac Thellusson. Dont :
- William Howe Windham, membre du parlement britannique, où il représente le parti libéral, héritier de Felbrigg Hall, (1802-1854), marié avec Lady Sophia Hervey, fille de Frederick Hervey (1er marquis de Bristol), dont un fils ;
- Cecilia Anne Windham (1803-1874), mariée en 1825 avec Henry Baring (1776-1848), banquier, député au Parlement britannique, dont postérité. Leur fils, Edward Baring (1er baron Revelstoke) (1828-1897), est le trisaïeul de lady Diana Spencer, princesse de Galles (1961-1997) ;
- Maria Augusta Windham (1805-1871), mariée avec Georges Thomas Wyndham, puis en 1831 avec William Hare, dont postérité ;
- Charles Ashe Windham, officier dans l'armée britannique, il sert notamment pendant la guerre de Crimée, puis commande les troupes britanniques au Canada, avec le grade de lieutenant-général, député, où il représente, comme son frère aîné, le parti libéral (1810-1870) ;
- Mary Christina Windham (1826-1888), mariée avec Richard Hare, dont postérité.

## Sources
- (en) Cet article est partiellement ou en totalité issu de l’article de Wikipédia en anglais intitulé « William Lukin » (voir la liste des auteurs).